# Rhegmoclemina bellstedti
Rhegmoclemina bellstedti är en tvåvingeart som beskrevs av Haenni 1998. Rhegmoclemina bellstedti ingår i släktet Rhegmoclemina och familjen dyngmyggor. Inga underarter finns listade i Catalogue of Life.